# Seznam římských archeologických lokalit ve Velké Británii
Seznam římských archeologických lokalit ve Velké Británii je vskutku bohatý. Ke značné části vystavených římských památek má veřejnost přístup a další místa lze bez problémů navštívit ve volném terénu, například pozůstatky římských silnic. Níže uvedený seznam památek z dob římské provincie Británie, které se nacházejí ve všech částech Velké Británie, v Anglii, Skotsku i Walesu, zdaleka nelze považovat za úplný.

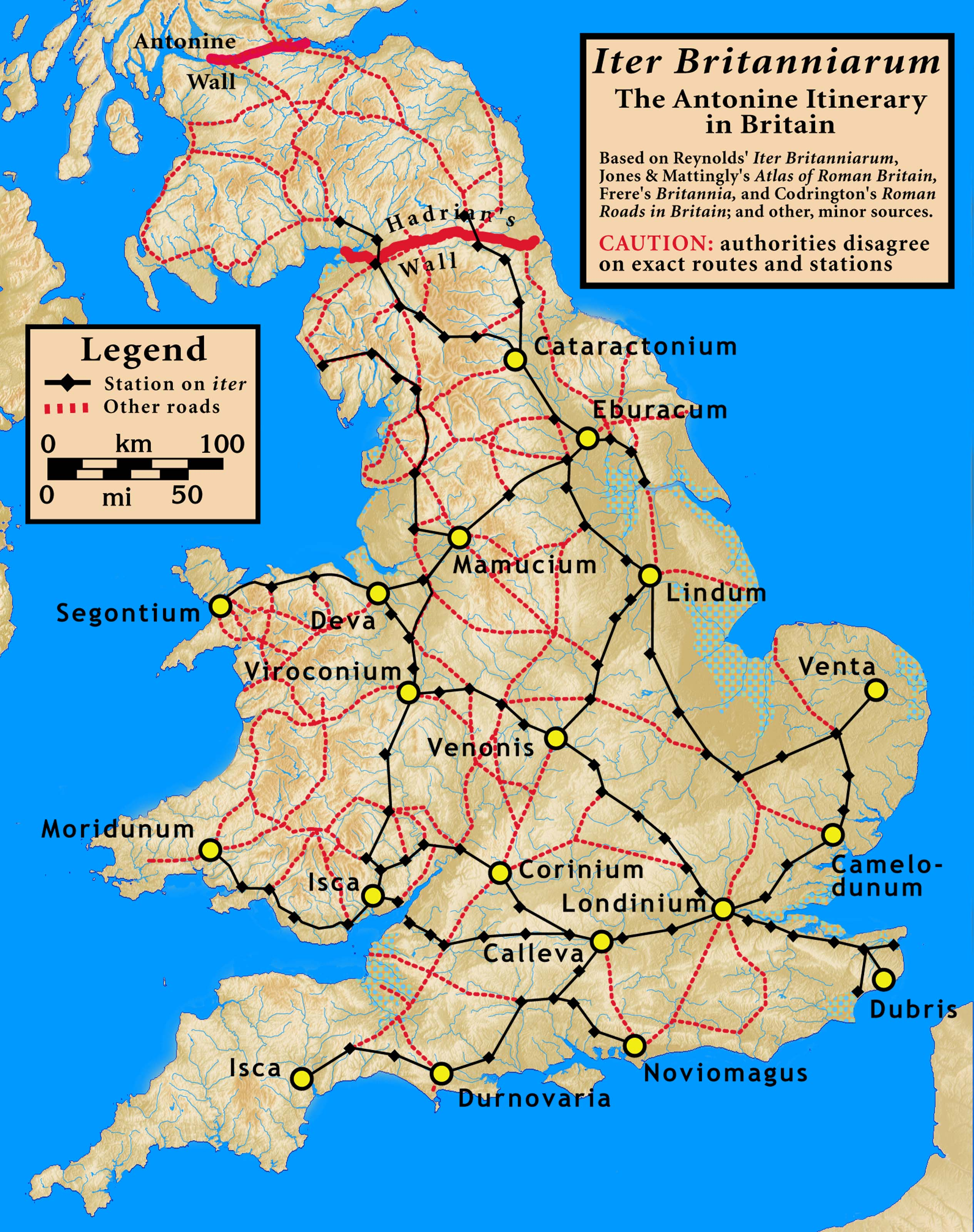
Hlavní římská města a silnice ve Velké Británii (Itinerář císaře Antonina)

## Anglie
- Dere Street, římská silnice
- Ermine Street, římská silnice
- Fosse Way, římská silnice
- Hadriánův val (v hrabstvích Northumberland a Cumbria)
- Stanegate, římská silnice, která vede v těsné blízkosti Hadriánova valu a vznikla dřív než val
- Vallum (Hadriánův val). Před koncem 19. století byl val omylem přičítán Agricolovi, ve skutečnosti se o něj zasloužil císař Hadrián.
- Watling Street, římská silnice

### Buckinghamshire
- Římská vila v Bancroftu, římsko-britská vila ve městě (Milton Keynes)
- Magiovinium (Fenny Stratford, Milton Keynes)

### Cumbria
- Aballava, římská pevnost Hadriánova valu
- Banna (Birdoswald), římská pevnost Hadriánova valu
- Camboglanna (Castlesteads), 12. pevnost Hadriánova valu
- Coggabata, římská pevnost Hadriánova valu
- Galava (Ambleside), římská pevnost Hadriánova valu
- Hardknott (římská pevnost), Mediobogdum, údolí Eskdale
- Mais (Bowness) římská pevnost Hadriánova valu
- Milecastle 52, římská pevnost, tzv. mílová
- Milecastle 60, římská pevnost, tzv. mílová
- Milecastle 61, římská pevnost, tzv. mílová
- Milecastle 63, římská pevnost, tzv. mílová
- Petriana, Uxelodunum (Stanwix Fort), kdysi největší pevnost Hadriánova valu
- Ravenglass (římské lázně), Walls Castle, Glannoventa

### Derbyshire
- Aquae Arnemetiae (římské lázeňské městečko v provincii Británie, teplý pramen; viz město Buxton)
- Ardotalia (římská pevnost také známá jako Melandra nebo Melandra Castle)
- Brough-on-Noe
- The Street (Derbyshire) (římská silnice v hrabství Derbyshire)

### Devon
- Isca Dumnoniorum, (římský Exeter). Část městských hradeb stále existuje (obstavena středověkým zdivem)
- Moridunum, pevnost a městečko u Axminsteru
- Pomeroy Wood

### Dorset
- Durnovaria, Dorchester
- Jordan Hill, kopec s pozůstatky římsko-keltského chrámu
- Waddon Hill, kopec s římskou pevností u Beaminsteru

### Durham
- Arbeia, římská pevnost ve městě South Shields
- Concangis, římská pevnost ve městě Chester-le-Street
- Longovicium, římská pevnost ve vesnici Lanchester
- Piercebridge (římský most), římské pevnosti ve vesnici Piercebridge
- Piercebridge (římská pevnost), římská pevnost ve vesnici Piercebridge
- Vinovia, Binchesterská římská pevnost, severně od města Bishop Auckland
- Vindomora, římská pevnost ve vesnici Ebchester

### Essex
- Camulodunum (římský Colchester). Nejstarší římská hradba v Británii, nejlépe zachovaná římská brána v Británii, pozůstatky dvou římských divadel, nejstarší římský chrám ve Velké Británii a několik muzeí

### Gloucestershire
- Chedworth, římská vila nedaleko Chedworthu
- Corinium Dobunnorum, osada v Cirencesteru
- Great Witcombe, římská vila
- Glevum (římský Gloucester). Colonia Nervia Glevensium, římské hradby
- Lydney Park, římsko-keltský chrám
- Uley
- Woodchester, římská vila ve Woodchesteru, poblíž města Stroud

### Hampshire
- Calleva Atrebatum, vesnice Silchester
- Portus Adurni, římská pevnost ve městě Portchester
- Rockbourne, římská vila ve vesnici Rockbourne, poblíž města Fordingbridge
- Sparsholt, římská vila poblíž vesnice Sparsholt
- Venta Belgarum, pozdější město Winchester

### Herefordshire
- Ariconium, Bury Hill, Weston-upon-Penyard
- Blackwardine
- Bravonium, Leintwardine
- Jay Lane, Leintwardine
- Magnae Dobunnorum, Kenchester
- Weir Garden, zříceniny římského chrámu při řece Wye

### Hertfordshire
- Braughing (římské město)
- Římská vila v parku Gadebridge Park
- Římské divadlo (St Albans)
- Verulamium, město poblíž St Albans
- Římské lázně severně od Welwyn Garden City, patřily k římské vile Dicket Mead

### Cheshire
- Deva Victrix  (Chester)
- Římský amfiteátr v Chesteru
- Římský Middlewich, římská pevnost u King Street

### Jižní Yorkshire
- Templeborough, římská pevnost

### Kent
- Římská vila Crofton v Orpingtonu
- Dubris, římský Dover
- Římská vila Lullingstone u vesnice Eynsford
- Římská pevnost Regulbium
- Rutupiæ, římská pevnost v Richborough

### Lancashire
- Bremetennacum, Ribchester

### Leicestershire
- High Cross, křižovatka římských silnic
- Jewry Wall, římská zeď ve městě Leicester
- Ratae Corieltauvorum, moderní název města Leicester

### Lincolnshire
- Lincoln (Lindum Colonia), významná římská Colonia a hlavní město provincie Flavia Caesariensis
- Kanál Bourne-Morton (nepatrné pozůstatky)
- Caistor, římské město a pevnost
- Car Dyke, příkop
- Foss Dyke, římský kanál mezi Lincolnem a řekou Trent
- Horncastle, římské město a pevnost. Zachována část římských hradeb.
- Newport Arch, brána ve městě Lincoln
- Sleaford, důležité římské město.

### Londýn
- Londinium, moderní Londýn
- Londýnské hradby, Londýn
- Mithrův chrám (Londýn)

### Norfolk
- Burgh Castle, římská pevnost
- Caister-on-Sea, římská pevnost
- Caistor St. Edmund, pozůstatky keltského města Venta Icenorum
- Gariannonum, římská pevnost

### Northamptonshire
- Římská vila v Borough Hill, u města Daventry
- Lactodurum, římské město, moderní Towcester
- Římská vila v Piddingtonu
- Římská vila ve Whitehall Farm v Nether Heyfordu

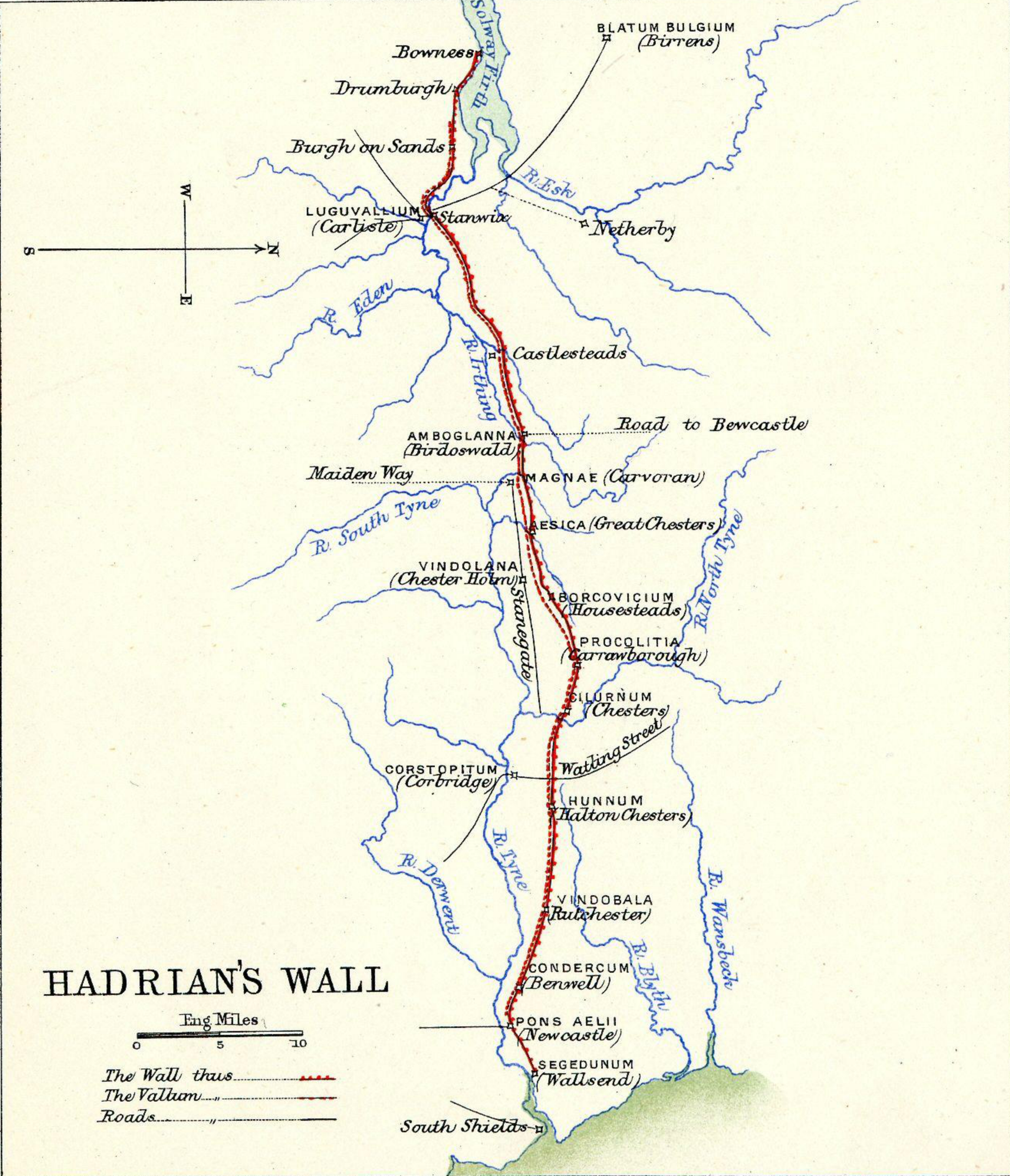
Hadriánův val

### Northumberland
- Aesica (moderní jméno Great Chesters) římská pevnost severně od městečka Haltwhistle
- Bremenium, římská pevnost v Rochesteru
- Carrawburgh, pevnost Hadriánova valu a Mithrův chrám
- Chesters Bridge, pozůstatky římského mostu v pevnosti Cilurnum, Northumberland
- Chew Green, římské tábory v Cheviots
- Cilurnum, římská pevnost Northumberland
- Coria, Corbridge. Římské město, pevnost a muzeum
- Devil´s Causeway, římská silnice do města Berwick-upon-Tweed
- Habitancum, římská pevnost v Risinghamu
- Housesteads (římská pevnost), (Vercovicium) pomocná pevnost Hadriánovy zdi
- Hunnum (také Onnum, moderní Haltonchesters), římská pevnost severně od Haltonu
- Magnis (Carvoran), římská pevnost
- Milecastle 12, římská pevnost, tzv. mílová
- Muzeum římské armády, severně od Haltwhistle u Carvoranu
- Planetrees (část Hadriánova valu)
- Vindolanda, pomocná pevnost jižně od Hadriánovy zdi, s výjimečnými římskými nálezy v muzeu
- Vindobala, římská pevnost v Rudchesteru
- Whitley Castle též Epiacum, římská pevnost na jižním kraji Northumberlandu s pozoruhodnými hradbami

### Ostrov Wight
- Římská vila ve městě Brading
- Římská vila poblíž Newportu

### Oxfordshire
- Alchester, římské město
- Římská vila ve vesnici North Leigh

### Severní Yorkshire
- Eboracum, římská pevnost a město
- Isurium Brigantum, římská pevnost a město

### Shropshire
- Virokonium Cornoviorum, římské město Wroxeter

### Somerset
- Aquae Sulis, římský Bath
- Burrington
- Charterhouse, římské město a hornické osídlení
- Dolebury Warren, chráněná oblast s pevností na kopci
- Ham Hill
- Lindinis, římský Ilchester
- Římská vila u vesnice Low Ham
- Pagans Hill, římsko-keltský chrám
- Římské lázně v Bathu

### Staffordshire
- Letocetum, pozůstatky římského osídlení u Lichfieldu

### Sussex
viz East Sussex a West Sussex

### Tyne and Wear
- Arbeia, římská pevnost, South Shields
- Condercum, římská pevnost
- Milecastle 0, římská pevnost, tzv. mílová
- Milecastle 1, římská pevnost, tzv. mílová
- Milecastle 2, římská pevnost, tzv. mílová
- Milecastle 3, římská pevnost, tzv. mílová
- Milecastle 4, římská pevnost, tzv. mílová
- Milecastle 5, římská pevnost, tzv. mílová
- Milecastle 6, římská pevnost, tzv. mílová
- Milecastle 7, římská pevnost, tzv. mílová
- Milecastle 8, římská pevnost, tzv. mílová
- Milecastle 9, římská pevnost, tzv. mílová
- Milecastle 10, římská pevnost, tzv. mílová
- Milecastle 11, římská pevnost, tzv. mílová
- Pons Aelius, římská pevnost
- Segedunum, římská pevnost, Wallsend
- Velké severní muzeum ve městě Newcastle upon Tyne, rozsáhlé sbírky z doby římské

### Velký Manchester
- Coccium poblíž města Wigan
- Mamucium, římská pevnost v Manchesteru

### Východní Sussex
- Pevensey, římská pevnost Anderitum ve vesnici Pevensey
- Templeborough, římská pevnost

### Warwickshire
- Římská pevnost Lunt, poblíž Coventry
- Tripontium, římské město nedaleko od města Rugby

### Západní Sussex
- Římská vila Bignor, Pulborough
- Římský palác ve vesnici Fishbourne, West Sussex
- Noviomagus Reginorum (římský Chichester)

### Západní Yorkshire
- Lagentium, římská pevnost, Castleford

### Wiltshire
- Cunetio, římské město ve vesnici Mildenhall
- Římská vila v parku Littlecote Park v Ramsbury

### Worcestershire
- Overbury, vesnice

## Skotsko

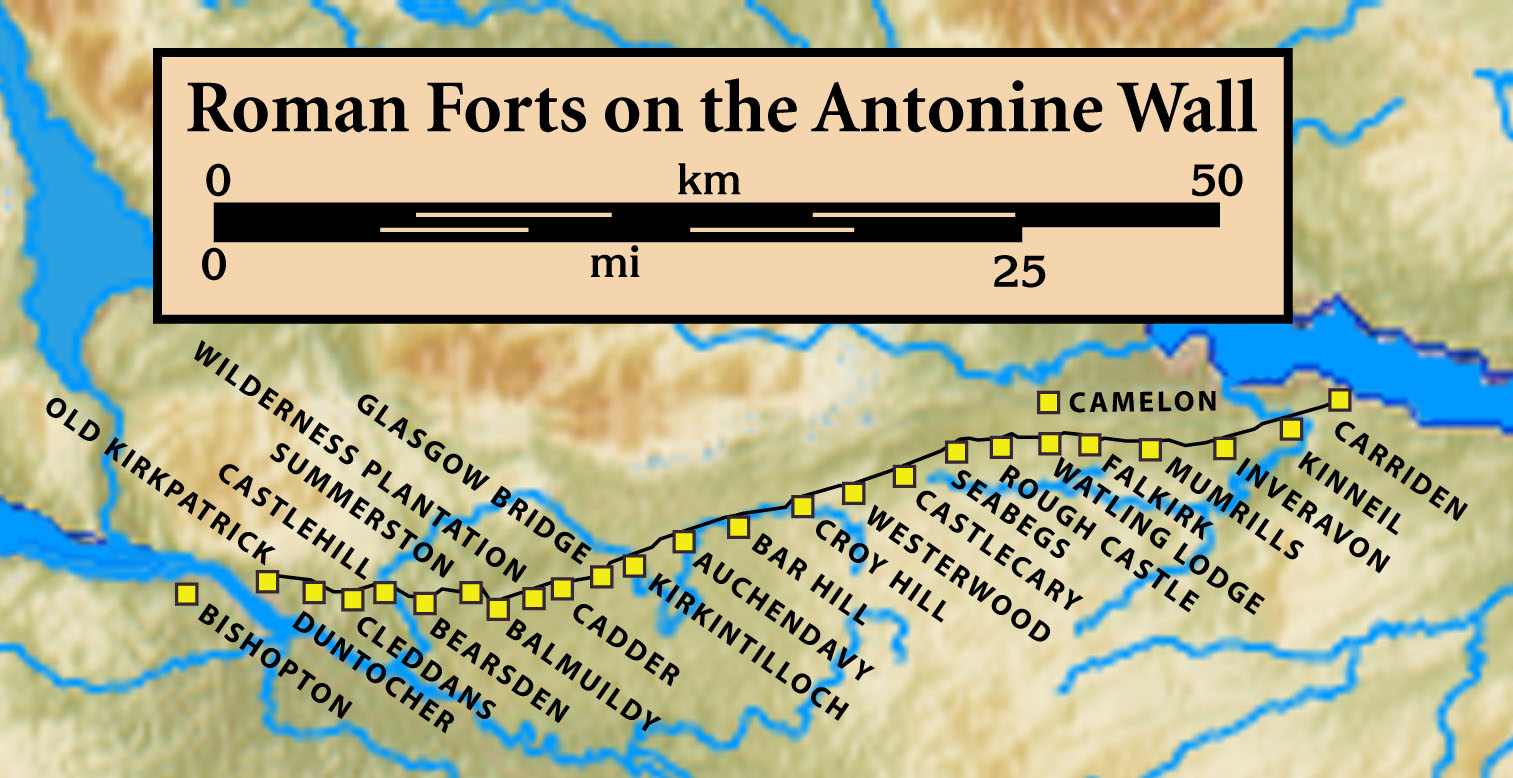
Pevnosti a pevnůstky Antoninova valu

### Antoninův val(pevnosti a pevnůstky v pořadí od západu na východ)
- Bishopton, římská pevnost
- Old Kirkpatrick, římská pevnost
- Duntocher, římská pevnost
- Cleddans, římská pevnůstka
- Castlehill, římská pevnost
- Bearsden, římská pevnost
- Summerston, římská pevnůstka
- Balmuildy, římská pevnost
- Wilderness Plantation římská pevnůstka
- Cadder, římská pevnost
- Glasgow Bridge, římská pevnůstka
- Kintilloch, římská pevnost
- Auchendavy, římská pevnost
- Bar Hill, římská pevnost
- Croy Hill, římská pevnost
- Westerwood, římská pevnost
- Castlecary, římská pevnost
- Seabegs, římská pevnůstka
- Rough Castle, římská pevnost
- Camelon, římská pevnost
- Watling Lodge, římská pevnůstka
- Falkirk, římská pevnost
- Mumrills, římská pevnost
- Inveravon, římská pevnost
- Kinneil, římská pevnůstka
- Carriden, římská pevnost

### Edinburgh
- Římská pevnost v Cramondu, ve vesnici a na předměstí Edinburghu

### Perth a Kinross
- Inchtuthil, římská pevnost

### Scottish Borders
- Trimontium, římská pevnost poblíž Melrose

### Střední Lothian
- Elginhaugh, římská pevnost

### Východní Dunbartonshire
- Římské lázně ve městě Bearsden

### Vysočina
- Cawdor, římská pevnost poblíž města Inverness

## Wales
- Alabum, římská pevnost ve městě Llandovery
- Blestium, římská pevnost ve městě Monmouth
- Burrium, římská pevnost pod městečkem Usk
- Caer Gybi, malá římská pevnost na ostrově Anglesey
- Isca Augusta, římská pevnost s amfiteátrem ve městě Caerleon, Newport, hrabství Monmouthshire
- Caersws, dvě římské pevnosti, hrabství Powys
- Caerwent, jediné římské město ve Walesu; hrabství Monmouthshire
- Cardiff (římská pevnost)
- Cold Knap, římský přístav, Barry
- Cowbridge (římský tábor)
- Dolaucothi, římská pevnost, osídlení, zlatý důl, muzeum; v hrabství Carmarthenshire
- Gelligaer, malá římská pevnost
- Gateholm, ostrov, pozůstatky římsko-britského osídlení, hrabství Pembrokeshire
- Gobannium, římská pevnost ve městě Abergavenny
- Llan Ffestiniog, pevnost Tomen-y-Mur a amfiteátr v hrabství Gwynedd
- Luentinum, římská pevnost v hrabství Carmarthenshire
- Moridunum, římská pevnost a město v hrabství Carmarthen
- Nidum, římská pevnost u města Neath, hrabství Glamorgan
- Penydarren, římská pevnost, Merthyr Tydfil
- Sarn Helen, římská silnice
- Segontium, římská pevnost ve městě Caernarfon
- Y Gaer, pevnost ve městě Brecon (Cicucium), základna římského jezdectva